# Рувье, Морис
Морис Пьер Рувье (фр. Maurice Pierre Rouvier; 17 апреля 1842, Экс-ан-Прованс, Королевство Франция — 7 июня 1911, Нёйи-сюр-Сен, Французская республика) — французский политик и государственный деятель, банкир и журналист. Оппортунист-республиканец, он был депутатом, несколько раз министром и дважды возглавлял кабинет министров Франции (1887 и 1905—1906).

## Биография
Родился в семье мелкого торговца, выходца из Прованса. После получения юридического образования Морис Рувье работал адвокатом в городе Марселе. Был сотрудником марсельского банка Зафиропулос, специализировавшегося на торговле с Востоком, и в котором он быстро сделал блестящую карьеру. 
Во времена Французской империи писал в оппозиционных газетах страны. Был одним из создателей газеты L'Égalité. Являлся сторонником Леона Гамбетты.
После революции 4 сентября 1870 года стал генеральным секретарем префектуры департамента Буш-дю- Рон.
В 1871 году он был избран в Национальное Собрание, где примкнул к крайней левой партии.
3 сентября 1872 года Морис Рувье женился на писательнице Мари-Ноэми Кадио.
В 1876 году был избран в палату депутатов и принимал деятельное участие в её работах, главным образом по финансовым и экономическим вопросам, неоднократно был докладчиком бюджета, выступал за подоходный налог. Поддерживая Адольф Тьера, выступал за инициированные им конституционные законы., также поддерживал школьную и колониальную политику республиканских министерств. После своего переизбрания в парламент в 1881 году потребовал отделения церкви и государства.
В 1881—1882 годах был министром торговли в кабинете Леона Мишеля Гамбетты, а в 1884—1885 годах состоял при той же должности в кабинете Жюля Ферри. Был тесно связан с Жаком де Рейнахом. Раздача медалей и орденов Республики лицам, не имевшим никаких заслуг, вызвала против Рувье жёсткую критику в палате депутатов.
В 1885 году был избран генеральным советником в Брей-сюр-Руайа и в департаменте Приморские Альпы.
В 1886 году ездил в Рим для переговоров о заключении нового франко-итальянского торгового трактата.
В мае 1887 года, после падения министерства Гобле, Морис Рувье стал председателем Совета Министров и министром финансов. Одной из первых его мер было удаление из военного министерства генерала Жоржа Буланже, несмотря на чрезвычайную популярность последнего. В декабре 1887 года он вышел в отставку и вновь стал министром финансов в кабинете Тирара в феврале 1889 года. Морис сохранил этот портфель в кабинетах Фрейсине, Лубе и Рибо.
Он также стал президентом «Союза левых», а затем, как президент Национальной республиканской ассоциации, внес значимый вклад в борьбу с буланжизмом. 
Когда начались панамские скандалы, было обнаружено, что Рувье брал деньги из кассы общества и поддерживал сношения с бароном Рейнахом с целью спасти его. 12 декабря 1892 года он был вынужден был выйти в отставку. Возбужденное против него обвинение было снято и следствие по нецелевому использованию денежных средств было прекращено.
В 1902—1905 годах вновь занимал пост министра финансов. 
В 1905 году после отставки кабинета Луи Комба на фоне скандала, связанного с влиянием масонства на государственное управление (L’affaire des fiches) сформировал свое правительство. Одновременно являлся министром иностранных дел Франции. Был отправлен в отставку на фоне охватившего страну кризиса в связи с принятием закона о разделении Церкви и государства (1905) и декрета от 29 декабря 1905 года, предусматривавшего инвентаризацию имущества церквей, в первую очередь католической, что вызвало протесты практически в каждом регионе страны.
С повышением политического влияния Аристида Бриана его значимость во французской политике стала последовательно сниматься, с 1909 года до конца жизни возглавлял государственную контрольную комиссию в области финансов (Caisse des dépôts et consignations).
Похоронен 10 июня 1911 года в Нёйи. На похоронах присутствовали представители президента Фальера и премьер-министра Мониса, министр юстиции Перье и министр финансов Кайо.